# شماینس
شماینس (به انگلیسی: Chemainus) یک منطقهٔ مسکونی در کانادا است که در ناحیه کاویچن واقع شده‌است. شماینس ۴٫۰۲ کیلومتر مربع مساحت و ۳٬۰۳۵ نفر جمعیت دارد.